# 布罗克沙伊德
布罗克沙伊德是德国莱茵兰-普法尔茨州的一个市镇。总面积2.05平方公里，总人口195人，其中男性97人，女性98人（2011年12月31日），人口密度95人/平方公里。